# Марла Співак
Марла Співак (англ. Marla Spivak, нар. 1955, Денвер, Колорадо) — американська жінка-апіолог, займається питаннями здоров'я та поведінки медоносних бджіл, і, особливо, прополісом. Заслужений професор Міннесотського університету. Лауреат стипендії Мак-Артура (2010).
Ступінь доктора філософії з ентомології отримала у 1989 році в Канзаському університеті.
З 1992 року працює на кафедрі ентомології Міннесотського університету, з 2009 року — заслужений професор.
Fellow Ентомологічного товариства Америки (2017).
Автор публікацій у PLoS One, American Entomologist, Molecular Ecology, Evolution, Annual Review of Entomology.